# Плавання на літніх Олімпійських іграх 2016 — естафета 4x100 метрів вільним стилем (чоловіки)
Змагання з плавання в естафеті 4x100 метрів вільним стилем серед чоловіків на Олімпіаді 2016 року відбулися 7 серпня на Олімпійському водному стадіоні.

## Рекорди
Станом на 7 серпня 2016 світовий і олімпійський рекорди були такими:
| Світовий рекорд     | США (USA) | 3:08,24 | Пекін, Китай | 11 серпня 2008 |
| Олімпійський рекорд | США (USA) | 3:08,24 | Пекін, Китай | 11 серпня 2008 |

## Розклад змагань
Час місцевий (UTC−3)
| Дата     | Час         | Раунд             |
| -------- | ----------- | ----------------- |
| 7 серпня | 14:54—15:18 | Попередні запливи |
| 7 серпня | 23:52       | Фінал             |

## Результати
Загалом у цій дисципліні взяли участь 16 команд. 8 найкращих із двох запливів вийшли у фінал.

### Попередні запливи
| Місце | Заплив | Доріжка | Країна          | Плавці | Час     | Нотатки |
| ----- | ------ | ------- | --------------- | --- | ------- | ------- |
| 1     | 1      | 4       | Росія (RUS)     | Андрій Гречин (48.58) Олександр Попков (48.18) Данило Ізотов (47.65) Олександр Сухоруков (47.63)             | 3:12.04 | Q       |
| 2     | 2      | 1       | США (USA)       | Джиммі Фейген (48.55) Раян Гелд (47.79) Блейк П'єроні (48.39) Ентоні Ервін (47.65)                           | 3:12.38 | Q       |
| 3     | 2      | 5       | Австралія (AUS) | Джеймс Магнуссен (48.85) Кайл Чалмерс (47.04) Джеймс Робертс (48.33) Метью Абуд (48.43)                      | 3:12.65 | Q       |
| 4     | 2      | 4       | Франція (FRA)   | Клеман Міньйон (48.59) Вільям Мейнар (49.05) Фаб'ян Жіло (47.88) Мегді Метелла (47.75)                       | 3:13.27 | Q       |
| 5     | 2      | 3       | Бразилія (BRA)  | Марсело Черігіні (48.47) Ніколас Олівейра (47.96) Габріель Сантос (48.63) Матеус Сантана (49.00)             | 3:14.06 | Q       |
| 5     | 1      | 6       | Канада (CAN)    | Санто Кондореллі (48.73) Юрі Кісіл (47.70) Маркус Тормеєр (48.29) Еван ван Муркерке (49.34)                  | 3:14.06 | Q       |
| 7     | 2      | 6       | Бельгія (BEL)   | Дітер Деконінк (49.91) Яспер Арентс (48.77) Гленн Сюргелосе (48.09) Пітер Тіммерс (47.39)                    | 3:14.16 | Q       |
| 8     | 1      | 2       | Японія (JPN)    | Кацумі Накамура (47.99) NR Сінрі Сьоура (48.71) Кендзі Кобасе (48.79) Дзюнія Коґа (48.68)                    | 3:14.17 | Q, NR   |
| 9     | 1      | 5       | Італія (ITA)    | Лука Дотто (48.51) Марко Орсі (48.58) Мікеле Сантуччі (48.42) Лука Леонарді (48.71)                          | 3:14.22 |         |
| 10    | 2      | 7       | Греція (GRE)    | Одіссеус Меланідіс (49.92) Крістіан Голомєєв (47.43) Хрістос Катранціс (49.13) Апостолос Хрістоу (48.14)     | 3:14.62 |         |
| 11    | 1      | 7       | Німеччина (GER) | Штеффен Дайблер (48.92) Бйорн Горнікель (48.89) Філіпп Вольф (48.46) Даміан Вірлінг (48.70)                  | 3:14.97 |         |
| 12    | 2      | 8       | Угорщина (HUN)  | Домінік Козма (48.77) Річард Бохуш (48.60) Крістіан Такач (48.93) Пийтер Голода (48.91)                      | 3:15.21 |         |
| 13    | 1      | 3       | Польща (POL)    | Павел Коженьовський (49.93) Кацпер Майхшак (48.42) Ян Світковський (48.64) Конрад Черняк (48.53)             | 3:15.52 |         |
| 14    | 1      | 8       | Іспанія (ESP)   | Маркель Альберді (49.28) Мігель Ортіс-Каньявате (48.87) Айтор Мартінес (48.87) Бруно Ортіс-Каньявате (49.69) | 3:16.71 | NR      |
| 15    | 1      | 1       | Румунія (ROU)   | Маріус Раду (49.33) Даніель Маковей (49.99) Алін Косте (49.51) Норберт Трандафір (48.20)                     | 3:17.03 |         |
|       | 2      | 7       | Китай (CHN)     | Хе Цзяньбінь (50.08) Лінь Юнцін Нін Цзетао Юй Хесінь                                                         | DSQ     |         |

### Фінал
| Місце | Доріжка | Країна          | Плавці                                                                                            | Час     | Нотатки |
| ----- | ------- | --------------- | ------------------------------------------------------------------------------------------------- | ------- | ------- |
| 1     | 5       | США (USA)       | Кайлеб Дрессел (48.10) Майкл Фелпс (47.12) Раян Гелд (47.73) Натан Едрієн (46.97)                 | 3:09.92 |         |
| 2     | 6       | Франція (FRA)   | Мегді Метелла (48.08) Фаб'ян Жіло (48.20) Флоран Маноду (47.14) Жеремі Страв'юс (47.11)           | 3:10.53 |         |
| 3     | 3       | Австралія (AUS) | Джеймс Робертс (48.88) Кайл Чалмерс (47.38) Джеймс Магнуссен (48.11) Кемерон Макевой (47.00)      | 3:11.37 |         |
| 4     | 4       | Росія (RUS)     | Андрій Гречин (48.68) Данило Ізотов (48.00) Володимир Морозов (47.31) Олександр Сухоруков (47.65) | 3:11.64 |         |
| 5     | 7       | Бразилія (BRA)  | Марсело Черігіні (48.12) Ніколас Олівейра (48.26) Габріель Сантос (48.72) Жуан де Лукка (48.11)   | 3:13.21 |         |
| 6     | 1       | Бельгія (BEL)   | Гленн Сюргелосе (48.73) Яспер Арентс (48.47) Еммануель Ванлюшен (48.82) Пітер Тіммерс (47.55)     | 3:13.57 |         |
| 7     | 2       | Канада (CAN)    | Санто Кондореллі (48.51) Юрі Кісіл (47.76) Маркус Тормеєр (48.40) Еван ван Муркерке (49.68)       | 3:14.35 |         |
| 8     | 8       | Японія (JPN)    | Кацумі Накамура (48.49) Сінрі Сьоура (48.65) Кендзі Кобасе (48.79) Дзюнія Коґа (48.55)            | 3:14.48 |         |